# Copa BancoEstado 2009
La Copa BancoEstado 2009 fue una competencia internacional amistosa de fútbol disputada en Chile en ese año, instituida por el Banco del Estado de Chile (cuyo nombre publicitario es BancoEstado).
La competencia consistió en dos ediciones: en la primera se enfrentaron Colo-Colo y Peñarol, con victoria del cuadro uruguayo por 2-1, mientras que en la segunda edición se enfrentaron Universidad de Chile y Argentinos Juniors, con empate 1-1 en el tiempo reglamentario y victoria del cuadro argentino por 7-6 en definición a penales.

## Equipos participantes
- Argentinos Juniors (Argentina)
- Colo-Colo (Chile)
- Peñarol (Uruguay)
- Universidad de Chile (Chile)

## Primera edición
El partido, disputado en marzo en el Estadio El Teniente de Rancagua, lo ganó Peñarol por 2-1, obteniendo así el primer título de la Copa BancoEstado.
| Copa BancoEstado 2009 I edición; 27 de marzo de 2009 | Colo-Colo    | 1:2 (0:1) | Peñarol               | Estadio El Teniente, Rancagua (Chile) |  |
| | González 77' | Reporte   | Pérez 40' · Ramis 55' |                                       |  |
| 8' Gazale (Colo-Colo). · 8' Alcoba (Peñarol). · 21' Meléndez (Colo-Colo). · 41' De los Santos (Peñarol). · 84' Noguera (Peñarol). · 86' Mozzo (Peñarol). · 90' Salcedo (Colo-Colo). |              |           |                       |                                       |  |

### Campeón
| Bandera de Uruguay |
| Campeón Peñarol    |

## Segunda edición
El partido, disputado en julio en el Estadio Nacional de Chile, terminó empatado 1-1 durante el tiempo reglamentario y se resolvió mediante definición a penales, en la cual, Argentinos Juniors ganó por 7-6, obteniendo así el segundo título de la Copa BancoEstado.
| Copa BancoEstado 2009 II edición; 30 de julio de 2009 | Universidad de Chile                                                 | 1:1 (0:1) (6:7 p.)         | Argentinos Juniors                                                        | Estadio Nacional, Ñuñoa, Santiago (Chile) |  |
|                                                       | Pinto 78' (pen.)                                                     | Reporte                    | Mercier 45'                                                               |                                           |  |
|                                                       |                                                                      | Tiros desde el punto penal |                                                                           |                                           |  |
|                                                       | Rivera · Solar · Gómez · Escobar · Pinto · Celis · López · Inostroza |                            | Ortigoza · Auche · Bogado · Caruzzo · Domínguez · Scotti · Sabia · García |                                           |  |
| 39' Jara (Universidad de Chile).                      |                                                                      |                            |                                                                           |                                           |  |

### Campeón
| Bandera de Argentina       |
| Campeón Argentinos Juniors |